# Phosichthyidae

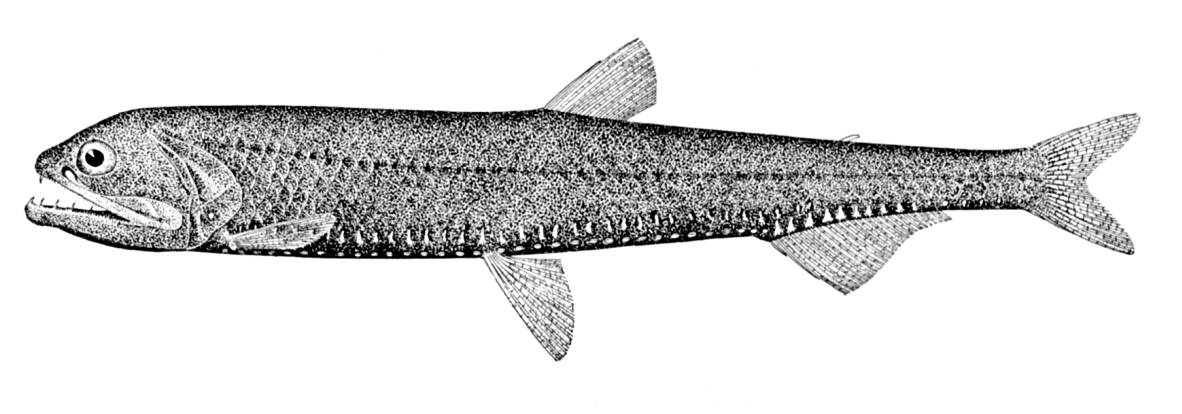
Phosichthys argenteus.

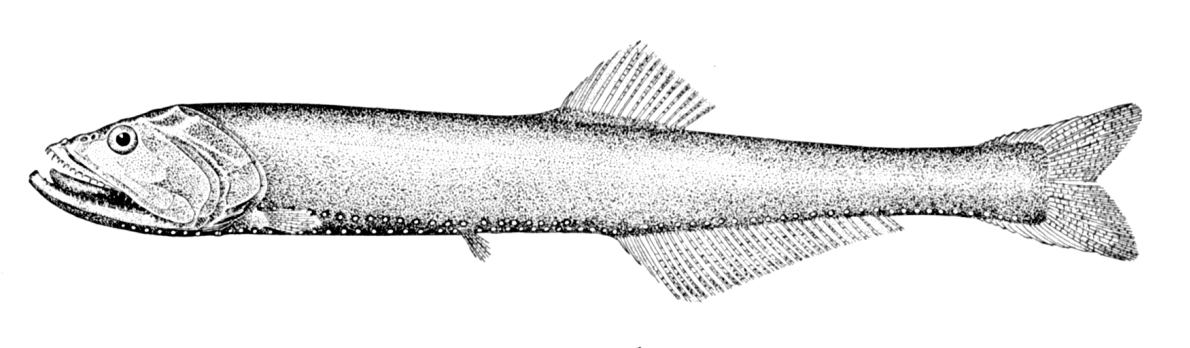
Luciérnaga negra (Yarrella blackfordi).

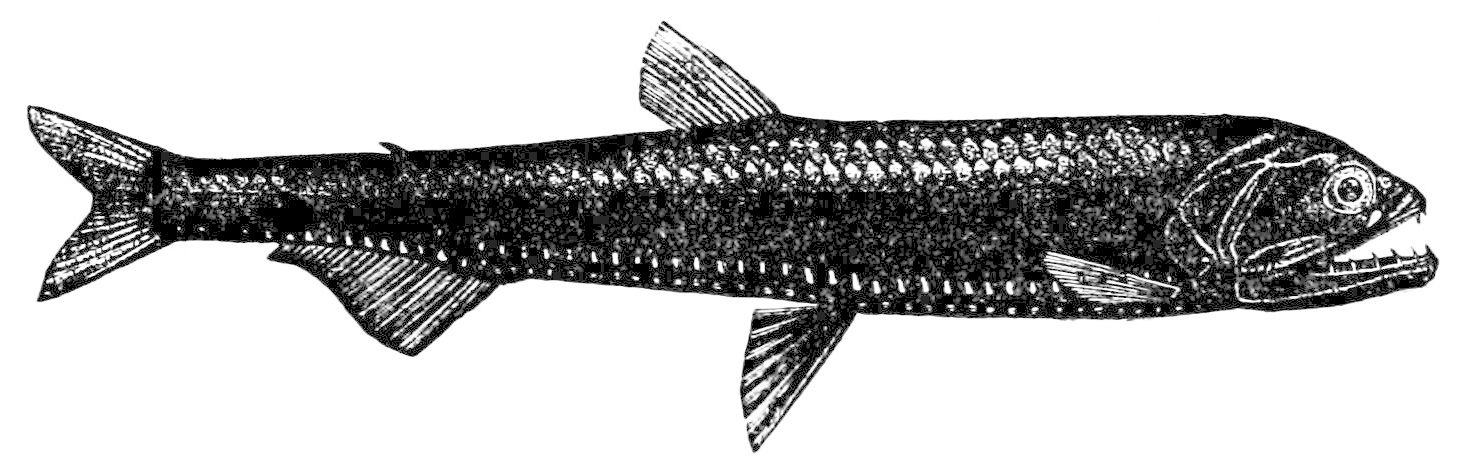
Phosichthys argenteus.

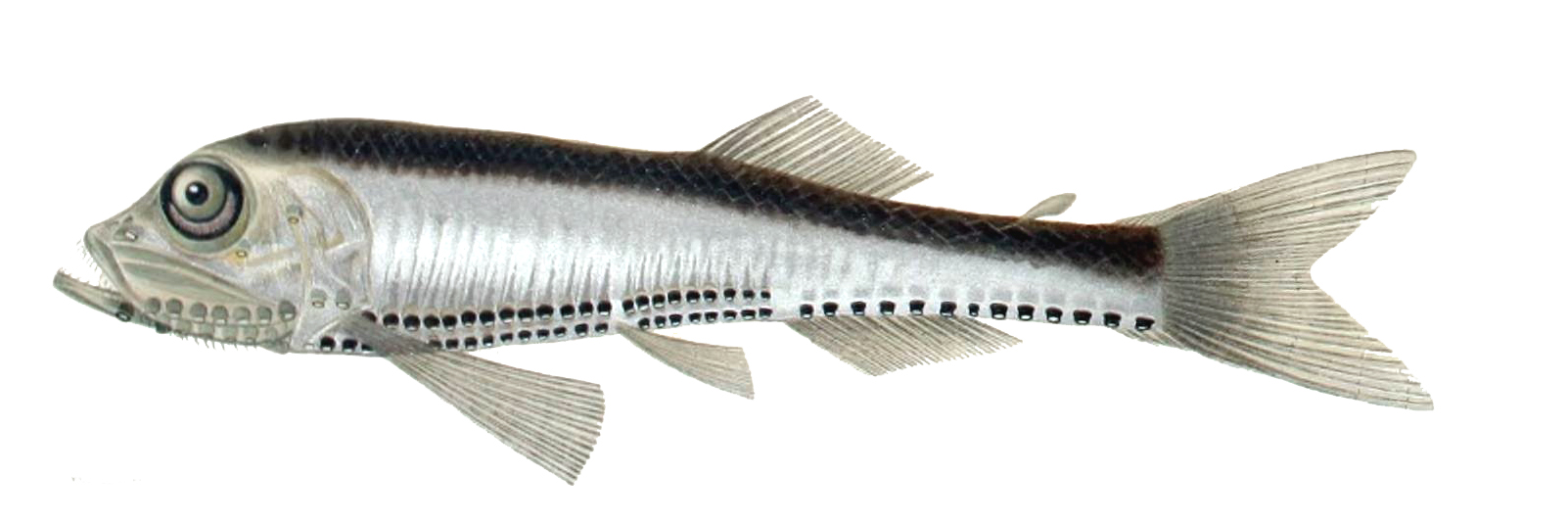
Vinciguerria attenuata.

Los fosictíidos o peces luciérnaga (Phosichthyidae) es una familia de peces del orden de los estomiiformes. (escrito Photichthyidae en Fishes of the World (Nelson)).

## Morfología
Son peces muy pequeños, la mayoría de cuyas especies no crece más de 10 cm, alcanzando alrededor de 4 cm las del género Vinciguerria. Son bioluminiscentes, con filas de fotóforos a ambos lados del cuerpo, que usan para cazar invertebrados planctónicos, especialmente krill.

## Distribución
Viven en los océanos. Compensan su pequeño tamaño con su abundancia: Vinciguerria es, según se cree —con la posible excepción de Cyclothone— el género más abundante de vertebrados existente. Con pescas de arrastre en profundidad en la Corriente de Humboldt, al sudeste del Pacífico, se ha encontrado que los peces luminosos constituyen el 85% de la masa de los peces mesopelágicos, siendo con diferencia Vinciguerria lucetia la especie más abundante.

## Especies
Se conocen 24 especies en siete géneros:
- Género Ichthyococcus
  - Ichthyococcus australis (Mukhacheva, 1980).
  - Ichthyococcus elongatus (Imai, 1941)..
  - Ichthyococcus intermedius (Mukhacheva, 1980).
  - Ichthyococcus irregularis (Rechnitzer y Böhlke, 1958)..
  - Ichthyococcus ovatus (Cocco, 1838).
  - Ichthyococcus parini (Mukhacheva, 1980).
  - Ichthyococcus polli (Blache, 1963).
- Género Phosichthys
  - Phosichthys argenteus (Hutton, 1872).
- Género Pollichthys
  - Pollichthys mauli (Poll, 1953) - Luciérnaga amarilla.
- Género Polymetme
  - Polymetme andriashevi (Parin y Borodulina, 1990).
  - Polymetme corythaeola (Alcock, 1898) - Luciérnaga musculosa.
  - Polymetme elongata (Imai, 1941).
  - Polymetme illustris (McCulloch, 1926).
  - Polymetme surugaensis (Matsubara, 1943).
  - Polymetme thaeocoryla (Parin y Borodulina, 1990) - Luciérnaga musculosa.
- Género Vinciguerria
  - Vinciguerria attenuata (Cocco, 1838).
  - Vinciguerria lucetia (Garman, 1899) - Pez portador de luces.
  - Vinciguerria mabahiss (Johnson y Feltes, 1984).
  - Vinciguerria nimbaria (Jordan y Williams, 1895) - Luciérnaga orbitaria.
  - Vinciguerria poweriae (Cocco, 1838).
- Género Woodsia
  - Woodsia meyerwaardeni (Krefft, 1973).
  - Woodsia nonsuchae (Beebe, 1932).
- Género Yarrella
  - Yarrella argenteola (Garman, 1899).
  - Yarrella blackfordi (Goode y Bean, 1896) - Luciérnaga negra.